# Оглушение
Оглуше́ние (оглушённость, синдром оглушения сознания) — синдром нарушенного сознания, характеризующийся значительным повышением порога восприятия всех внешних раздражителей и сонливостью, а также замедленным образованием ассоциаций, затруднением их течения. Представления скудны, ориентировка в окружающем пространстве неполная или отсутствует. Брадифрения. Вопросы воспринимаются с трудом, ответы на них неполные и неточные. По выходе из состояния оглушения часто наблюдается амнезия. При неблагоприятном течении — переход в сопор и кому.

## Этиология
Чаще проявляется как начальная стадия полной потери сознания (сопор, кома). Возникает при заболеваниях и травмах мозга, тяжелых инфекциях и интоксикациях.

## Диагноз
Как правило, оглушенность является обратимым, функциональным расстройством и обычно проходит при улучшении состояния, связанного с основным заболеванием. В более тяжелых случаях нарастает оглушенность, усиливается сонливость, неподвижность, больной перестает отвечать на вопросы, задаваемые даже очень громко. Лишь на сильные раздражители, например укол булавкой, больной реагирует гримасой боли, легким стоном, попыткой отстраниться — развивается сопор.
При дальнейшем ухудшении состояния наступает полная потеря сознания с отсутствием зрачковых реакций и вообще полным отсутствием реакций на внешние раздражители, в том числе и на такие, как сильный укол: развивается самый тяжелый вид расстройства сознания — кома, которая может закончиться летально. Таким образом, чрезвычайно важны своевременная диагностика оглушенности и интенсификация терапии с целью профилактики перехода оглушенности в более тяжелые формы расстройств сознания.
Следует также дифференцировать оглушение и ступор, поскольку обоим этим расстройствам свойственны резкая заторможенность, обездвиженность, затрудненность контакта. Оглушенность, как правило, развивается на фоне соматического заболевания, травмы, инфекции и др., а ступор возникает в ходе течения психических заболеваний, прежде всего шизофрении.
При ступоре (психогенном, кататоническом) удается при внимательном наблюдении выявить переживания больного (чаще всего обусловленным бредом, галлюцинациями), тогда как для оглушения характерны полная безучастность и отсутствие внутренних переживаний. Хотя, так называемый, «пустой» кататонический ступор также протекает с отсутствием переживаний, но он возникает обычно при длительном течении шизофрении, характеризуется негативизмом и др.